# Die Meta-Barone
Die Meta-Barone (OT: La Caste des Méta-Barons) ist eine Science-Fiction-Comic-Serie von Alejandro Jodorowsky (Autor) und Juan Giménez (Zeichnung) in acht Bänden. Die Figur des Meta-Barons erschien schon früher in der Reihe Der Incal von Jodorowsky und Moebius. Die Bände erschienen zuerst in französischer Sprache in den Jahren 1992–2003. Die deutsche Übersetzung wurde in den Jahren 1996–2004 veröffentlicht.
Als zusätzliches Werk wurde im Jahr 2000 La Maison des Ancêtres (deutsch: Das Haus der Ahnen) veröffentlicht, ein Band mit Hintergrundinformationen zu den Meta-Baronen.
Als Prequel zur Geschichte der Metabarone kamen in den Jahren 2007 und 2013 je ein Band des von Das Pastoras gezeichneten Zweiteilers Castaka heraus: Dayal : Le Premier Ancêtre (deutsch: Dayal, der erste Vorfahre, bei Ehapa) und Les Jumelles rivales (als Einzelband nicht auf Deutsch erschienen, jedoch in einer Gesamtausgabe im Splitter-Verlag). Im Jahr 2008 erschien der Einzelband Les armes du Méta-Baron (deutsch: Die Waffen des Meta-Barons, 2009 bei Splitter), illustriert von Travis Charest und Zoran Janjetov.

## Gesamtinhalt
Tragendes Element der Serie ist der Meta-Baron, ein ultimativer, nahezu unbesiegbarer Krieger. Die Serie umfasst vier Generation von Metabaronen. Dabei steht in jedem Band eine titelgebende Figur aus der Dynastie der Metabarone im Mittelpunkt.
Die Figur des Meta-Barons zeigt im Verlauf der Handlung wiederkehrende Muster in Verhalten und Charakter. So wird der neue Meta-Baron durch seinen Vorgänger physischen und psychischen Belastungen, bis hin zur Folter, ausgesetzt. Ziel dieser Misshandlungen ist es, einen Kämpfer zu erschaffen, der keinerlei Leidensempfinden mehr besitzt. Als Folge dieser Sozialisation leidet der Protagonist an Einsamkeit und Depression. So wird vom Autor ein Charakter mit ambivalenter Persönlichkeit gezeichnet – während der Meta-Baron als Krieger nahezu perfekt ist, führt seine menschliche Unzulänglichkeit zu einem Status ständiger Unzufriedenheit.

## Alben
Die Kaste der Meta-Barone
- Band 1: Othon von Salza
- Band 2: Honorata
- Band 3: Aghnar der Urgroßvater
- Band 4: Oda die Großmutter
- Band 5: Eisenhaupt der Großvater
- Band 6: Doña Vincenta Gabriela de Rokha die Großmutter
- Band 7: Aghora die Vater-Mutter
- Band 8: Namenlos der letzte der Meta-Barone

Einzelbände
- Das Haus der Ahnen
- Die Waffen des Meta-Barons

Castaka
- Band 1: Das Haus der Ahnen
- Band 2: Les Jumelles rivales

Meta-Baron
- Band 1: Wilhelm 100, der Techno-Admiral
- Band 2: Khonrad, der Anti-Baron
- Band 3: Orne-8, der Techno-Kardinal
- Band 4: Simak, der Transhumane
- Band 5: Rina, die Meta-Wächterin
- Band 6: Namenlos, der Techno-Baron
- Band 7: Adal, der Bastard
- Band 8: Dargona, die Proto-Wächterin